# 加利福尼亞州同性婚姻

虹色加州地图

同性婚姻在美國加州合法。加州同性婚姻的狀況是美國50個州中是獨一無二的。她曾正式向同性伴侶頒發結婚証書，但其後沒有這樣做。加州向同性伴侶頒發結婚証書的日期由2008年6月16日，(加州最高法院以平等保護條款為由，推翻早前禁止同性婚姻的條文)至2008年11月5日(加州8號提案通過，加州憲法修正為婚姻只限於一男一女結合)。8號提案通過前，加州是繼馬薩諸塞州後，美國第二個准許同性婚姻的州份。8號提案通過前的同性婚姻，無論是在美國或其他國家註冊，加州在法律上仍然視為婚姻，並享有婚姻方面所有的權益，而8號提案通過後在外州或其他國家的同性婚姻關係，在加州亦可享有所有婚姻權益，除了在法律上使用「婚姻」一詞外。
2010年8月4日，北加州聯邦法官沃爾克（Vaughn Walker）判決拒絕同性戀者結婚的加州第8號提案違犯美國憲法，但暫緩執行判決。8月6日，雙方向該法官遞交书面摘要支持或反對長期暫緩執行判決。8月12日，沃克爾法官計劃撤銷暫緩令，8月16日，第九巡迴上訴法庭裁定暫緩執行判決，並下令相關團體提出上訴理據摘要及提供摘要解釋上訴為何不應因缺乏理據而撤銷。8月17日，第九巡迴上訴法庭下令在因皮里爾縣提出上訴理據摘要。法庭並安排於2010年12月6日那個星期於三藩市為那兩項上訴進行口頭質詢。第九巡迴上訴法庭現在要求加州最高法院裁決第九巡迴上訴法庭是否有權審理此上訴。2012年2月7日，美国联邦第九巡回上诉法庭裁决第八号提案违反美国宪法，使同性恋者无法享受平等婚姻的权利。
同性婚姻在加州仍很有爭議性，但自從八号提案通過後，有更多人支持同性婚姻。支持者計劃在2012年發起另一次公投，以使加州再度向同性伴侶頒發結婚証書。2012年7月31日向美国最高法院提出上诉。聯邦最高法院2013年6月26日作出判决，判定8號提案的支持者沒有資格向聯邦最高法院上訴,将加利福尼亚州同性婚姻禁令退回联邦第九巡回法院。6月28日，美国联邦第九巡回上诉法院驳回上诉，加州恢复同性婚姻登记。

## 歷史
2004年2月12日–3月11日，加州三藩市市長加文·紐森發佈婚姻證書而不問申請者的性別，保護傳統婚姻的團體立即進行法律抗爭。
2008年5月15日，加州最高法院以4：3推翻早前禁止同性婚姻的條文，並於6月16日正式生效。在兩星期前，旨在否定此判決的8號提案已獲准在11月進行投票，但法庭不願暫緩執行裁決直至投票有結果為止。有報告指因加州並不規限只有本州居民才能註冊結婚，所以外州的同性伴侶也可以在加州結婚。
題為「排除同性配偶婚姻權利」的州憲法修正案提案8號提案於2008年11月在加州進行公投並以52%多數支持通過。
2009年3月，加州最高法院聽取了挑戰8號提案的意見，但最終支持修憲。8號提案前超過18,000對已登記的同性婚姻仍然有效。
加州繼續容許民事結合，給予同性伴侶幾乎等同於婚姻的權益及義務，但這只限於州層面，因州政府不能給予聯邦層面的權益。2008年6月洛杉磯加利福尼亞大學有推算指加州一半的同性伴侶，有100,000對，會在三年內結婚，而68,000對外州同性伴侶會在加州結婚。

## 法律
1971年至1977年生效的加州民事法§ 4100取代了以往的性別名詞，代之以性別中立名詞，當中將婚姻定義為：「雙方同意訂立的個人關係民事合同」，此定義一向解釋為只限於異性伴侶，但因擔心語意不清，故通過607號法案以禁止同性婚姻。法案將民事法的婚姻定義更改為：「男女雙方同意訂立的個人關係民事合同」。直至1994年，此句存在於家庭法§ 300。

### 22號提案 (2000年)
2000年3月7日以61.4%票贊成38%票反對通過22號提案，將早於1977年通過的法津字句幾乎原本加於家庭法§ 308.5中，其中一句特別訂明加州只會承認一男一女的結合為有效婚姻。22號提案是州參議員William J. Knight所提出，而22號提案被封為「爵士(Knight)倡議」，與旨在解僱所有同性戀和支持同性戀權利的加州官立學校教師布里格斯倡議(加利福尼亞州6號提案)相提並論。2008年加州最高法院判22號提案結果無效。

## 2004年三藩市同性婚姻
2004年2月12日至3月11日，三藩市及縣的官員依照市長加文·紐森的指示，頒發結婚證書給大約4,000對同性伴侶。在這段時間內，全美國及世界各地都有同性伴侶趕來註冊結婚，直至8月12日，加州最高法院以市長無權繞過州法律為由判這些婚姻無效。

### 法庭初審結果
2004年2月，訴訟人分別在三藩市高等法院及洛杉磯高等法院發起五宗及一宗民事訴訟，訴訟人包括反對同性婚姻的團體及個人，志在阻止三藩市頒發結婚證書予同性伴侶。三藩市及縣及一些個人提告加州政府意圖推翻將婚姻限制在異性伴侶的22號提案。
最後，六宗訴訟集合為一並交予三藩市高等法院法官Richard Kramer審理。2005年3月14日，Richard Kramer裁定加州將婚姻限制在異性伴侶的法律違憲。法院認為禁止同性婚姻與州的正當利益並無合理關連，而且婚姻的異性要求是性別歧視，故此是不許可的。

### 上訴結果
反對同性婚姻的團體進行上訴。2006年7月10日，三號區域第一地方上訴法院三位法官安排了一場口頭辯論。10月5日，上訴法院以2比1推翻了下級法院的裁決。

## 同性婚姻法律行動
在加州立法機關開始2005-2006年會期時，州眾議員Mark Leno提出19號草案，建議將同性婚姻合法化。草案得到其後是州眾議院議長Fabian Núñez及其他成員支持。Leno早前也提出過類似的草案，但在委員會中不獲通過。州眾議院委員會對19號草案反應正面，但在2005年6月2日的正式議會會議中不獲通過。約一個月後，州眾議員Patty Berg將19號草案略作修改後，提出849號草案，直接交給參議院表決。
2005年9月2日，加州參議院以21-15通過草案，9月6日，加州眾議院以41-35通過草案，使加州議會成為第一個在沒有法庭壓力下通過同性婚姻合法化草案的立法機關。第二天，即9月7日，加州州長阿諾·舒華辛力加引用於5年前公投通過的加利福尼亞州22號提案 (2000年)，指出會否決草案。22號提案禁止承認同性婚姻，不受849號草案影響。議會避免在兩星期內將草案親手交給州長，這段時間支持同性婚姻的組織呼籲阿諾·舒華辛力加改變初衷。最後，草案在9月23日交給州長並在9月29日被否決。
阿諾·舒華辛力加指出同性婚姻應由法庭或全州的倡議或公投解決。他強調立法機關的草案只會將事情複雜化，因為22號提案的合憲性仍未解決，最終的結果會令849號草案被判違憲(因為與有效的倡議投票相衝突)或多餘(法庭理解加州憲法的自我保証)。
在新一任州議會宣誓後不久，2006年12月4日，Leno再次提出相似的草案43號草案。2007年9月初立法機關通過草案，州長需在2007年10月14日或之前簽署或否決草案。阿諾·舒華辛力加已於一個月前指出因22號提案已就這議題作出投票決定，故他會否決草案。2007年10月12日﹐他照早前所言否決草案。阿諾·舒華辛力加在否決意見中指出，加州最高法院需對挑戰22號提案合憲性的訴訟作出裁決，以解決性別中立婚姻法的問題。

### 8號提案 (2008年)
在加州最高法院有裁決多個月前，反對同性婚姻的團體已開始進行提案請願聯署。07-0068號請願(提案發起者的擬議標題為「加利福尼亞州婚姻保護法案」，其後加州總檢察長修改標題為「婚姻限制」並最後用此標題於投票中)搜集到大約764,063有效簽名，成為有效提案，並將於2008年11月4日舉行投票，是為8號提案。提案提出在加州憲法第一章加上§ 7.5以取代新通過未生效的家庭法§ 308.5。它部分取代最高法院關於頒發結婚證書予同生伴侶的判決。自2004年有其它12次修憲的嘗試，但未能成為有效提案以進行公投。有人對選民能否以公投取消憲法中的基本權利的做法進行挑戰。2008年7月16日，加州最高法院驳回了要求取消有关投票议题的申诉。
在進行公民投票後一日，結果仍未能證實。在最後的報告中，52.47%票贊成47.53%票反對8號提案，兩者相差差不多504,000張選票；有三百萬選民未投票，臨時投票的選票也未點算。11月6日星期四，「向8號提案說不」的組織者承認失敗，發表聲明指：「星期二的投票結果令所有相信法律應對所有人予平等對待的人失望。」
2008年11月5日，有三項訴訟提出挑戰8號提案，指出推翻同性婚姻權利是對憲法的「校訂」而非「修正」，所以需先取得得州立法機兩院三分二多數支持。起訴人包括在三藩市、洛杉磯及聖塔克拉拉縣已結婚或準備結婚的同性伴侶。2009年5月26日，加州最高法院在聽取數項對8號提案的挑戰後，判決承認提案，但不推翻在2008年6月至11月4日8號提案前註冊的同性婚姻資格。2012年2月7日，美国联邦第九巡回上诉法庭裁决第八号提案违反美国宪法平等权利規定。同性婚姻支持者嘗試在2012年大選舉行另一次公投以廢除8號提案。

### 承認婚姻及保護家庭法令
2009年10月12日，8號提案通過後，州長阿諾·舒華辛力加簽署由州參議員Mark Leno提出的「承認婚姻及保護家庭法令」(SB 54)，法令指出加州承認外註冊的同性婚姻為「婚姻」，視乎註冊日期而定。
在向加州最高法院提出挑戰8號提案後，加州最高法院法官申明所有在8號提案通過前在加州註冊的同性婚姻仍然承認為有效「婚姻」。「承認婚姻及保護家庭法令」亦指出加州承認在8號提案通過前在外州註冊的同性婚姻為「婚姻」，包括加州將同性婚姻合法化前的時候註冊的同性婚姻。法令指令法律上需全盤承認8號提案通過後在外州註冊的同性婚姻權益，只是這種關係不會表明為「婚姻」。法令沒有用其他詞語以取代「婚姻」一詞以形容這段關係，這不是「家庭伴侶」。